# Aldo Spallicci
Aldo Spallicci (Santa Croce di Bertinoro, 22 novembre 1886 – Premilcuore, 14 marzo 1973) è stato un medico, poeta e politico italiano, nonché cultore e promotore dell'identità e delle tradizioni popolari della Romagna.

## Biografia

### Dalla nascita al 1945

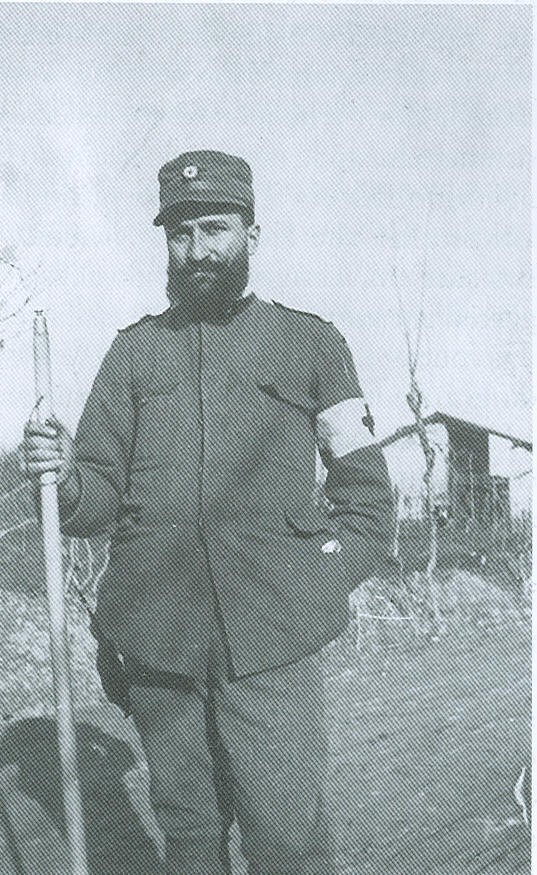
Il tenente medico Aldo Spallicci sul fronte di Podgora durante la prima guerra mondiale (1916). Sull'altopiano carsico, italiani ed austro-ungarici dettero vita a dodici battaglie tra il 1915 e il 1917.

Discendente da famiglia di piccola ma antica nobiltà originaria di Filottrano, Aldo fu figlio secondogenito di un medico condotto, Silvestro Spallicci, e di Maria Bazzocchi.
Visse gioiosamente gli anni dell'infanzia in campagna: trascorse tutto il tempo libero con i figli dei contadini che vivevano a S. Maria Nuova. Sapeva inoltre che sarebbe diventato medico, per volere del padre: quando questi morì, nel 1904, la madre si trasferì a Forlì per fornirgli un sicuro avvenire.
Frequentò il Liceo Morgagni. Al liceo conobbe Maria Martinez (1885-1967), che nel 1911 diventò sua moglie e da cui, nello stesso anno, ebbe la prima figlia, Ada. L'anno seguente (1912) si laureò in Medicina e chirurgia all'Università di Bologna. Discusse la tesi con Augusto Murri. Il suo primo impiego è all'Arcispedale Sant'Anna di Ferrara. Successivamente è medico interino: dapprima a Lugo (RA), poi a Cervia ed a Sant'Alberto (Ravenna).
Mazziniano nell'animo, nel 1912 s'iscrisse al Partito Repubblicano Italiano (PRI). Nello stesso anno si arruolò tra i ranghi della spedizione di volontari italiani (la Legione Garibaldina, guidata dal figlio di Garibaldi, Ricciotti), che combatterono al fianco della Grecia contro la Turchia. Partecipò alla battaglia per la conquista della quota di Drisko (9-10-11 dicembre 1912).
Nell'agosto 1914 scoppiò la prima guerra mondiale. L'Italia scelse una posizione neutralista. Ma non Spallicci, convinto interventista, che si arruolò come medico volontario nella Legione Garibaldina. Fornì il suo apporto alle truppe che combattevano per la difesa della Francia a Nîmes.
Nella primavera del 1915 nacque la secondogenita, Anna. Il 24 maggio l'Italia annunciò l'entrata in guerra contro l'Impero austriaco. Spallicci, desideroso che Trento e Trieste si riunissero alla madrepatria, si arruolò volontario; venne assegnato all'11º Reggimento fanteria "Casale", di stanza sulla linea del fronte tra il Monte Podgora e la piazzaforte di Gorizia come ufficiale medico. Prestò la propria opera in trincea e nei posti di medicazione allestiti dietro le linee di combattimento. Rimase tra i ranghi della Brigata "Casale" fino alla primavera del 1917, quando venne trasferito al XXXI Gruppo Bombarde. Si trovava nel Carso quando l'Austria-Ungheria lanciò l'offensiva di Caporetto, che determinò lo sfondamento delle linee difensive italiane e il ripiegamento sul Piave.

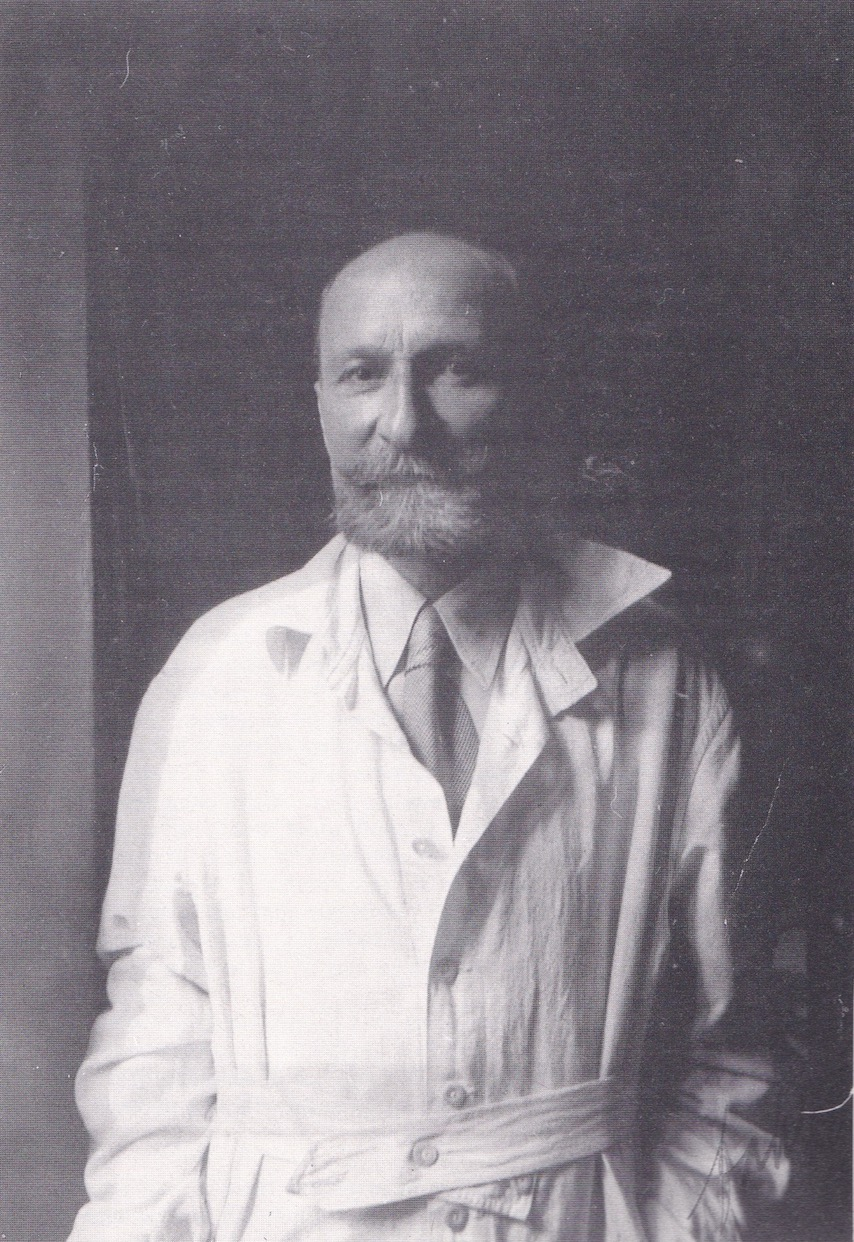
Aldo Spallicci medico alla Poliambulanza Ronzoni di Milano (1935).

Successivamente Spallicci venne trasferito al 207º Reggimento della Brigata "Taro". Fu congedato con il grado di capitano. Durante il conflitto fu insignito di tre croci di guerra. Al ritorno dal fronte aprì un proprio studio medico a Forlì e, come molti forlivesi, prese una casa al mare sul litorale cervese. Nel 1919 nacque il terzo figlio, Mario. Per tutta la sua vita, Spallicci affiancò alla sua professione l'attività di divulgatore della cultura romagnola.
Nel 1920 diede vita alla rivista La Piê, che curò fino alla fine dei suoi giorni e rappresentò la sua iniziativa editoriale più importante. L'anno seguente organizzò, con B. Pergoli ed E. Rosetti, le «Esposizioni romagnole riunite» (Forlì), antesignane del Museo etnografico. Nel 1925 ottenne la libera docenza in Clinica pediatrica. A causa della sua opposizione al fascismo fu minacciato, poi arrestato (novembre 1926) e recluso nel carcere della Rocca di Forlì. La libera docenza gli fu revocata. Fu costretto a trasferirsi in domicilio coatto a Milano con la famiglia e la madre (febbraio 1927). Nel capoluogo lombardo aprì un ambulatorio (in via Monforte) e visse poveramente, ma dignitosamente, mantenendo i rapporti con gli altri "esuli" romagnoli. Nello stesso periodo scrisse sette trattati di storia della medicina, ciascuno dedicato a un autore latino. L'elenco comprende: Plauto, Marziale, Plinio il naturalista, Lucano, Orazio, Persio e Plinio il Giovane.
Nel 1941 fu inviato per alcuni mesi al confino a Mercogliano (Avellino), da dove tornò in agosto a Milano. Nel 1943 il capoluogo lombardo fu colpito dai bombardamenti alleati. Spallicci si rifugiò a Cervia-Pineta (l'odierna Milano Marittima). Qui fu arrestato e ricondotto a Milano nel carcere di San Vittore, dove rimase detenuto fino alla caduta del regime (25 luglio 1943). Liberato, dapprima partecipò alla riorganizzazione del Partito Repubblicano lombardo, poi ritornò con la famiglia nella cittadina ravennate. Nel periodo del passaggio del fronte (1944), si unì alla VIII armata britannica e pronunciò undici discorsi radiofonici (poi raccolti in volume) per incitare i romagnoli a continuare a combattere fino alla vittoria finale. Dopo la Liberazione decise di stabilirsi definitivamente a Milano Marittima. Abitò dapprima in viale Gramsci, poi si trasferì in via G. Vasari, dove prese residenza in una villa cui diede il nome di Buscarola (la sterpazzola, un passeraceo che nidificava nei cespugli della stessa villa).

### Nel dopoguerra
Aldo Spallicci fu uno dei maggiori esponenti del Partito repubblicano in Romagna. Il 2 giugno 1946 fu eletto deputato all'Assemblea Costituente per il PRI nel XIII Collegio (Bologna-Ferrara-Forlì-Ravenna). Collaborò soprattutto alla stesura del punto 5 dei Principi fondamentali (autonomie locali e decentramento amministrativo). Fu eletto senatore nella I legislatura, sempre per il PRI, nel collegio di Ravenna, e nella II legislatura nel collegio di Cesena. Durante la II Legislatura fu, assieme ad altri deputati, membro italiano dell'Assemblea parlamentare del Consiglio d'Europa.
- Dalla nascita (1886) al 1891: a Santa Croce di Bertinoro;
- dal 1891 al novembre 1904: a S. Maria Nuova di Bertinoro;
- dal dicembre 1904 al 1926: a Forlì;
- dal 1927: a Milano;
- aprile – agosto 1941: al confino a Mercogliano (AV);
- agosto 1941 – 1943: a Milano;
- dopo la caduta del fascismo: a Milano Marittima fino al 1972;
- dal 1972 alla morte a Premilcuore.

Ebbe anche incarichi governativi: per tutta la seconda legislatura (1948-1953) fu Alto commissario aggiunto per l'igiene e la sanità pubblica, collaborando alla nascita del Ministero della Sanità. Fu Sottosegretario di Stato al Turismo nel VI e VII Governo De Gasperi (1950 e 1951). Una volta cessati gli impegni politici, continuò a Cervia la professione di medico pediatra e l'attività di divulgatore e promotore della cultura romagnola. Nel 1955 inaugurò a Forlì il Giardino della flora spontanea della Romagna, da lui fatto allestire con il naturalista Pietro Zangheri. Nel 1961 decide di raccogliere la sua produzione poetica in un volume unico: esce Poesie in volgare di Romagna (sarà seguita da una nuova raccolta, Tutte le poesie in volgare di Romagna, uscita nel 1975).
Nella seconda metà degli anni cinquanta, ravvisando nella linea politica del PRI un'attrazione innaturale verso le concezioni marxiste, decise di distanziarsi dalla dirigenza del partito, affermando la propria autonomia. Nel 1964, in seguito all'espulsione dal Partito Repubblicano di Randolfo Pacciardi, lo seguì nella nuova formazione politica da lui fondata, l'Unione Democratica Nuova Repubblica. Nel 1965 ottenne la libera docenza in Storia della medicina.
Il 4 maggio 1967 morì la moglie Maria. Il 28 agosto 1972 morì anche la figlia secondogenita Anna. Spallicci si trasferì presso la primogenita Ada a Premilcuore, centro dell'Appennino forlivese.

Qui si spense il 14 marzo 1973 all'età di 87 anni. Riposa nel cimitero di Santa Maria Nuova con i suoi congiunti.

## L'autonomia della Romagna
Spallicci affiancò all'attività medica un'intensa opera di divulgazione dell'idea dell'autonomia amministrativa della Romagna. Così spiegava il motivo:

Spallicci fu sempre contrario allo "stato accentrato, napoleonico" e favorevole alla "regionalizzazione". Espresse la sua posizione in sede di dibattito in Aula ed in Commissione all'Assemblea Costituente (1946-47), dove appoggiò l'istituzione di una regione romagnola. Nel suo intervento all'Assemblea Costituente del 4 giugno 1947, Spallicci si richiamò alla Romagna con questi termini: 
La Romagna rimane anche se si vorrà farne coll’Emilia una sola regione. E libera al vento la bandiera della sua passione per tutte le cause giuste. Passione orchestrata nel vento che trascorre su tutta la Penisola. È il suo canto»
(Assemblea Costituente, seduta del 4 giugno 1947)
Spallicci intervenne spesso in difesa del patrimonio naturale (faunistico, botanico e paesaggistico) della sua terra, anche con proposte e interrogazioni parlamentari.
Per le sue battaglie politiche in favore del territorio, Spallicci è stato chiamato E' ba' dla Rumâgna (il babbo della Romagna), per la quale propose anche una bandiera.

## Poesie e cante

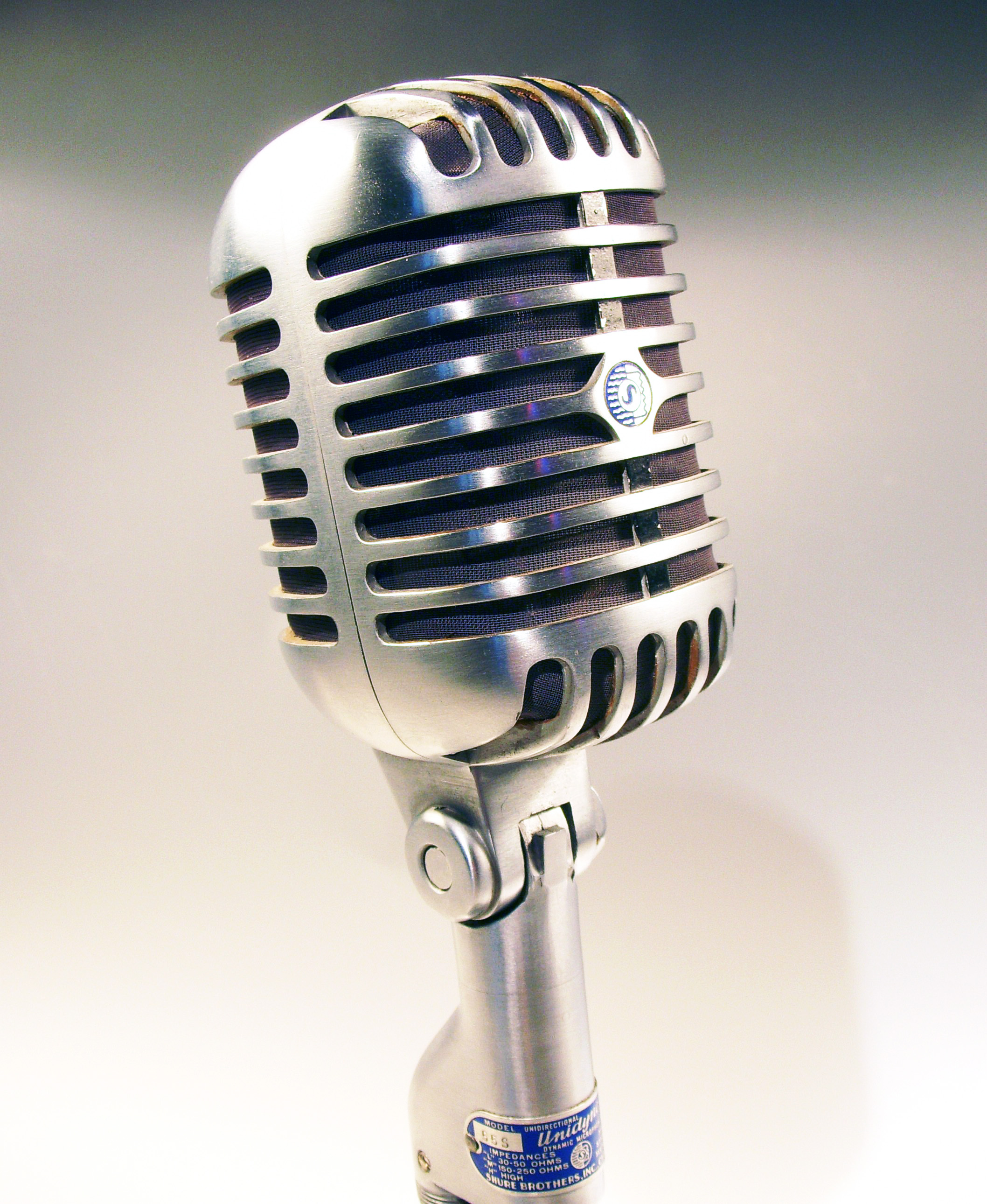
A gramadora (durata: 3'53")

La produzione poetica di Aldo Spallicci è stata ampia: possono essergli attribuiti quasi una ventina di titoli, dal 1908 al 1973. Sin dall'inizio sceglie di esprimersi in romagnolo, che sente la lingua più vicina agli aspetti della realtà che descrive e la più adatta ad esprimere i suoi stati d'animo. Scrive nel dialetto di Forlì, città che l'ha accolto all'età di 18 anni. Spallicci propone una nuova idea di dialetto: non più solo poesia d'occasione o ricreativa, ma poesia lirica, conferendo al romagnolo lo statuto di lingua dei sentimenti e delle emozioni.
La sua opera d'esordio è una raccolta di sonetti in forlivese (Rumâgna, 1908). I suoi temi sono la campagna, gli animali e la vita dei contadini. La sua seconda silloge poetica è I campiùn d'Furlè (1910). Il suo interesse deriva dal desiderio di «rimettere in onore le tradizioni spente o vicine a spegnersi». L'intento di Spallicci non è conservativo, cioè volto a "salvare" le usanze dei tempi passati così com'erano: al contrario desiderava rinnovarle e vivificarle. Insieme alle poesie in romagnolo, Spallicci scrive delle cante (termine romagnolo per "canzoni popolari").
Le prime vengono musicate dall'amico forlivese Cesare Martuzzi. Nascono così La Majé, Pr'e cheld, A gramadora, A trebb (primavera estate autunno inverno: è il ciclo delle stagioni). La Majè è la prima canta popolare romagnola su testo d'autore (fino ad allora le cante si tramandavano oralmente e non se ne conoscevano gli autori). Viene eseguita la prima volta a Bertinoro nel 1910.
Il mondo contadino subisce in quegli anni la forte pressione delle idee socialiste, le quali puntano a migliorare le condizioni di vita delle classi subalterne ma propongono anche di forgiare una "nuova coscienza di classe". Spallicci avverte che questo processo è destinato ad andare avanti nel tempo e perturberà l'ordine sociale esistente. A giudizio di Spallicci il socialismo intende colpire quei valori inerenti alla tradizione contadina e sostituirli con altri. Il recupero dell'identità culturale romagnola ha questo scopo: sventare questo pericolo e preservare la cultura popolare contadina. I fondatori del «Plaustro», in un primo momento, concepiscono il folclore come magazzino delle tradizioni intatte minacciate dalla modernità. In un secondo momento tentano anche un approccio diverso, volto all'invenzione o reinvenzione di attività, simboli, modi dell'identità collettiva in cui i romagnoli si potevano riconoscere. Questo secondo approccio si rivela vincente e diventa il "marchio di fabbrica" del sodalizio spallicciano.
Nasce così il fervido interesse per gli studi folclorici che accompagnerà Spallicci per tutta la vita e ne farà uno dei massimi conoscitori delle tradizioni popolari romagnole. In questo periodo Spallicci svolge le proprie ricerche etnografiche presso la Biblioteca civica di Forlì, dov'è depositato il Fondo Piancastelli; per esplorare le campagne usa la bicicletta. Nel 1912 pubblica La Cavêja dagli anëll. Per la prima volta la caveja esce dal ristretto ambito rurale ed entra a far parte del mondo letterario. È opinione degli studiosi che Spallicci sia stato il principale artefice dell'elevazione della caveja a simbolo della Romagna.
La lingua romagnola non aveva mai avuto una grafia uniforme, valida per tutte le varianti locali. Spallicci è il primo a sviluppare un sistema di grafia unificato per la scrittura del romagnolo che risponda a criteri di rigore scientifico. A Spallicci si deve anche l'ideazione del trebbo poetico. Il primo si tiene a Montemaggio di Bertinoro il 13 settembre 1914. Spallicci riprende la tradizione romagnola delle veglie notturne nelle case dei contadini, dove le famiglie trascorrevano le fredde sere invernali in compagnia di cantastorie e favolisti.
Nel 1920 esce la raccolta Al Canti, dedicata nuovamente al canto corale popolare. Spallicci scrive di suo pugno nuove cante e le fa musicare dal lughese Francesco Balilla Pratella. Il teorico del futurismo crea melodie nuove, armonizzazioni e polifonie moderne, in maniera che le nuove cante non siano copie di quelle originali, ma una loro evoluzione. Il progetto spallicciano di innestare il nuovo nel solco della tradizione darà nuova linfa alle cante romagnole, genere che, grazie anche a Spallicci viene tuttora eseguito a distanza di vari decenni dalla sua morte.

## Attività editoriale
Aldo Spallicci è stato attivo sia come curatore editoriale che come editore:
- Nel giugno 1907 (quando è ancora studente di medicina) fonda e dirige il giornale satirico E' Pestapevar (Lo speziale)[23]; tra i collaboratori figura il forlivese Antonio Beltramelli[24]. L'ultimo numero è datato 12 dicembre 1911;
- Il 4 ottobre 1911 esce il primo numero[25] del quindicinale d'illustrazione romagnola Il Plaustro[26]. Direttore è Spallicci. La testata raffigura un carro trainato dai buoi lungo una strada fiancheggiata da pioppi fra il campanile di San Mercuriale e il mausoleo di Teodorico. È opera del pittore Pio Rossi[27]. La rivista prolunga le sue uscite fino al 1914, anno della cessazione (con il n. 49-50 del 31 dicembre);
- Nel dicembre 1919 fonda, con Francesco Balilla Pratella e Antonio Beltramelli, la rivista La Piê, volta agli studi locali e alla ricerca poetica e culturale in genere, al recupero del dialetto e delle tradizioni popolari romagnole.[28][29] Particolarità della rivista furono le copertine, illustrate da xilografie a colori da artisti romagnoli, su cui primeggiò Giannetto Malmerendi (50 copertine tra il 1922 e il 1968). A partire dal 1923 la rivista si scontrò con la decisa ostilità del regime fascista. Nel 1931 furono sequestrati i nn. 4 e 5[30]. Nel 1933 La Piê fu soppressa (in quell'anno furono stampati tre numeri)[6][31]. Fu una delle prime decisioni prese dal regime dopo aver approvato la svolta "antiregionalistica". Rinata nel gennaio 1946, La Piê continuò sotto la direzione di Spallicci, che la lasciò, alla sua morte, ad Umberto Foschi (1916-2000). Nel 2004 fu trasferita a Imola, dove continuò le pubblicazioni fino al dicembre 2018 sotto la direzione di Antonio Castronuovo[32]. È stata un punto di riferimento della vita letteraria della Romagna;
- Nel 1945 è fondatore e direttore del settimanale La voce di Romagna (1945-1953)[33];
- Nel 1959 fonda e dirige un nuovo giornale di battaglie politiche: «Fede e Avvenire» (Forlì, 1959-1967)[34]. Dirige, fino al 1960, «Il pensiero romagnolo», settimanale del PRI forlivese;
- Nel 1960 promosse i “Quaderni” della Rubiconia[35] Accademia dei Filopatridi;
- Nel 1968 fondò la sua ultima rivista: «Romagna nostra», per l'autonomia della regione Romagna (Forlì, 1968-1969).

Merito fondamentale di Spalicci è stato l'aver conferito al romagnolo la dignità di lingua letteraria, al pari di ogni lingua nazionale. Negli anni in cui Spallicci esordiva come poeta, il romagnolo era considerato la lingua "dei poveri e degli ignoranti", incapace di esprimere sentimenti e finezze letterarie. «Se c'è da iscriversi all'elenco degli ignoranti e dei poveri, questa è la mia scelta», tagliò corto Spallicci, che aggiunse:
(Stefano Orioli, op.cit., pag. 36)

## Opere

### Poesia in lingua romagnola
Aldo Spallicci è il poeta romagnolo che ha composto il maggior numero di opere e nel più lungo arco di tempo (1909-1973):
- Rumâgna. Cinquanta sonetti in dialetto forlivese, Forlì, Tipografia Rosetti; prefazione di Antonio Beltramelli; Faenza, Litografia Morgagni, 1909
- I campiun 'd Furlè, Forlì, casa editrice S.p.r.a. 1910
- La cavêja dagli anëll; Genova, Ed. Formiggini, 1912
- La Zarladòra[36], Forlì, Ed. "Il Plaustro", 1918
- La Biojga. Poesie[37], Forlì, Ed. "Il Plaustro", 1919
- Al Canti, 1920
- È canòn drì dla seva, 1926
- La Madunê. Poesie in dialetto romagnolo (raccolta), copertina, Milano, Mondadori, 1926
- Fior 'd radécc, Forlì, Ed. Zanelli, 1930
- A Vella Glöri, Milano, Officina grafica "Roma", 1932 (durante gli anni dell'esilio a Milano)
- La Ciuzzeta. Prefazione di Attilio Momigliano, Milano, Treves, 1936 (durante gli anni dell'esilio a Milano)
- È Stardacc[38] Faenza, F.lli Lega, 1939
- Bisèt, Milano, Garzanti, 1949
- È Sarnèr, Roma, Ed "Il Belli", 1950
- Sciarpa nigra: cravatta a svolazzo, Forlì, Ed. de "La Piê", 1956
- Salut a Pullè, Riccione, 14 febbraio 1960
- Adess ch' l'à smess a piovar, 1960
- Poesie in volgare di Romagna (raccolta), Milano, Garzanti, 1961[39]
- Mintàstar, Milano, Garzanti, 1966
- Cùdal, Milano, Garzanti (collana Poesia), 1969
- La Pâmpna, Milano, Garzanti, 1971
- Tutte le poesie in volgare di Romagna (raccolta), Milano Garzanti, 1975 (postumo)

### Memorialistica
- La spedizione garibaldina in Grecia, Forlì, Coop. tip. forlivese, 1913
- Con l'11º fanteria sul monte Calvario, Forlì, Stabilimento tipografico romagnolo, 1916
- Dal Faiti al Piave con un gruppo di bombardieri della 3ª Armata, Forlì, Stabilimento tipografico romagnolo, 1918
- Esame di coscienza di un repubblicano antifascista, Tip. Saporetti, Cervia
- Tribuna repubblicana, Ravenna, S.t.e.r., 1952 [raccolta di discorsi radiofonici pronunciati tra il 23 febbraio e il 25 aprile 1945][40]
- Il volto di Flora, Faenza, Fratelli Lega, 1951
- Gli indovinelli della Cicci, Faenza, Fratelli Lega, 1952
- Almanacco romagnolo (a cura), Rocca San Casciano, Cappelli, 1958
- Volti di popolo, Milano, Garzanti, 1962
- Monte Sassone, Santarcangelo di Romagna, Maggioli, 1968
- Diario di guerra, 1915-1918, Forlì, Ed. de La Piê, 1969
- Diario di confino, 1941, Ravenna, Ed. del Girasole, 1972

### Curatele
- Proverbi romagnoli, Milano, A. Martello, 1967

### Saggistica

#### Biografie
- Angioletto Focaccia, Forlì, Stab. tip. romagnolo, 1918
- Tonino Fabbri, Orlando Zanchini, Arduino Giottoli, Forlì, Stab. tip. romagnolo, 1919
- Alfeo Bedeschi, Milano, Rizzoli 1940
- Alberto Mario, Milano, Gastaldi, 1955
- Romeo Galli, Imola, Galeati, 1956
- Aurelio Saffi, Forlì 1961
- Antonio Fratti, Milano, Garzanti, 1965
- Jacob: un tamburino alla Repubblica di Roma del 49, Forlì, Edizione Fede e Avvenire, 1966

#### Medicina clinica
- La patogenesi dell'acondroplasia, Faenza, Fratelli Lega, 1924
- Piccolo manuale di puericultura. Appunti per le allieve delle scuole medie, Milano, Casa ed. Lombarda, 1940
- Augusto Murri e il suo metodo di indagine clinica, Milano, Mondadori 1944
- Armonie e dissonanze sessuali, Roma, Casa editrice italiana, 1952

#### Storia della medicina
- I medici e la medicina in Marziale, Milano, Edizioni «La siringa», 1934
- I medici e la medicina in Plinio il naturalista, Milano, Ed. Scalcerle, 1936
- La medicina in Lucano, Milano, Ed. Scalcerle, 1937
- La medicina in Plauto, Milano, Ed. Scalcerle, 1938
- La medicina in Orazio, Milano, Ed. Scalcerle, 1940
- La medicina in Plinio il Giovane, Milano, Scalcerle, 1941
- La medicina in Persio, ibidem
- La medicina in Virgilio, Milano, Ed. Scalcerle, 1951
- La medicina in Lucrezio, Forlì, Tip. Valbonesi, 1966
- La medicina in Ovidio. In appendice: La medicina in Catullo, La medicina in Tibullo, La medicina in Properzio, Ravenna, Edizioni Caber, 1967
- La medicina in Cicerone, Ravenna, Edizioni Caber, 1968
- La medicina in Tacito. In appendice: la medicina in Tito Livio, La medicina in Giulio Cesare, La medicina in Giovenale, La medicina in Sallustio, La medicina in Petronio Arbitro, Ravenna, Edizioni Caber, 1969.

#### Critica letteraria
- L'accapigliatura Ghisleri-Carducci e le origini del Cuore deamicisiano, Forlì, Stab. grafico Impronta, 1956

### Editoria scolastica
- La Teggia (1924-26), Palermo, Sandron[41]

L'Opera Omnia di Spallicci è stata curata da Dino Pieri (1937-2017) e Maria Assunta Biondi ed è stata pubblicata da Maggioli Editore. Si compone dei seguenti volumi:
- I Identità culturale della Romagna (2 tomi, 1988 e 1989) – a cura di Dino Pieri e Maria Assunta Biondi
- II Scritti sul Risorgimento (2 tomi, 1988) – a cura di Alberto Casadei
- III Prose, poesie in italiano e teatro (1989, a cura di Mario Lapucci)
- IV Medicina e superstizioni nell'antichità greco-latina (2 tomi, 1990) – a cura di Romano Pasi
- V Uomini illustri e artisti di Romagna (1990) – a cura di Umberto Foschi
- VI Poesie e cante in volgare di Romagna (2 tomi, 1992) – a cura di Dino Pieri e Maria Assunta Biondi
- VII Scritti politici e discorsi parlamentari (2 tomi, 1996) – a cura di Dino Mengozzi
- VIII Una vita intera: bibliografia e indici (1998) – a cura di Dino Pieri e Maria Assunta Biondi